# Atletica leggera femminile ai Giochi della XXII Olimpiade
Ai Giochi della XXII Olimpiade di Mosca 1980 sono stati assegnati 14 titoli nell'atletica leggera femminile.

## Calendario
| Gare        |             |       |            |            |   |        |                   |                   |    |    |  |
|             | 100 m       | 100 m |            | 200 m      |   | 200 m  |                   | Staffetta 4x100 m | 14 |    |  |
|             | 400 m       |       | 400 m      | 400 m      |   |        | Staffetta 4x400 m | Staffetta 4x400 m | 14 |    |  |
| 800 m       | 800 m       |       | 800 m      |            |   | 1500 m |                   | 1500 m            | 14 |    |  |
| Pentathlon  |             |       | 100 m ost. | 100 m ost. |   |        |                   |                   | 14 |    |  |
| Peso        | Alto        | Alto  |            |            |   | Lungo  | Lungo             |                   | 14 |    |  |
| Giavellotto | Giavellotto |       |            |            |   |        | Disco             | Disco             | 14 |    |  |
|             |             |       |            |            |   |        |                   |                   |    |    |  |
| Titoli      | 2           | 1     | 2          | 1          | 2 | -      | 1                 | 1                 | 4  | 14 |  |

|  | Qualificazioni |  | Finali |

Il giorno di riposo spezza in due i 200 metri, ma non i 400 piani. Nel giro di pista, comunque, tra primo e secondo turno è posto un giorno di recupero.

Concorsi: l'Alto viene arretrato nei primi giorni di gare, così si può svolgere in due giorni consecutivi.
A causa del boicottaggio diminuisce il numero delle iscritte. Vengono prese le seguenti decisioni:
- 1500 metri (26 iscritte): la gara è svolta su soli due turni;
- Staffetta 4x100 (8 squadre) e Pentathlon (19 iscritte): la gara si svolge in un solo giorno.

Concorsi: qualificazioni e finale del Salto in lungo si disputano in due giorni diversi (non accadeva dal 1968). Il Peso rimane l'unica gara che si disputa in un'unica giornata.

## Nuovi record
I tre record mondiali sono, per definizione, anche record olimpici.
| Nuovo record mondiale in       | 3 specialità: | 800 m, 4x100 e pentathlon.                                           |
| Nuovo record olimpico in altre | 8 specialità: | 200 m, 400 m, 1500 m, 100 h, alto, lungo, peso, disco e giavellotto. |

## Risultati delle gare
| Specialità | Oro                                                                                 | Risultato | Argento                                                                           | Risultato | Bronzo                                                                         | Risultato | Dettagli            |
| --- | ----------------------------------------------------------------------------------- | --------- | --------------------------------------------------------------------------------- | --------- | ------------------------------------------------------------------------------ | --------- | ------------------- |
| 100 m | Ljudmila Kondrat'eva                                                                | 11"06     | Marlies Göhr                                                                      | 11"07     | Ingrid Auerswald                                                               | 11"14     | Classifica completa |
| 200 m | Bärbel Wöckel                                                                       | 22"03     | Natal'ja Bochina                                                                  | 22"19     | Merlene Ottey                                                                  | 22"20     | Classifica completa |
| 400 m | Marita Koch                                                                         | 48"88     | Jarmila Kratochvílová                                                             | 49"46     | Christina Lathan                                                               | 49"66     | Classifica completa |
| 800 m | Nadija Olizarenko                                                                   | 1'53"42   | Olga Mineeva                                                                      | 1'54"81   | Tat'jana Providochina                                                          | 1'55"46   | Classifica completa |
| 1.500 m | Tat'jana Kazankina                                                                  | 3'56"56   | Christiane Wartenberg                                                             | 3'57"71   | Nadija Olizarenko                                                              | 3'59"52   | Classifica completa |
| 100 m ostacoli | Vera Komisova                                                                       | 12"56     | Johanna Schaller                                                                  | 12"63     | Lucyna Langer                                                                  | 12"65     | Classifica completa |
| Salto in alto | Sara Simeoni                                                                        | 1,97 m    | Urszula Kielan                                                                    | 1,94 m    | Jutta Kirst                                                                    | 1,94 m    | Classifica completa |
| Salto in lungo | Tat'jana Kolpakova                                                                  | 7,06 m    | Brigitte Wujak                                                                    | 7,04 m    | Tat'jana Skačko                                                                | 7,01 m    | Classifica completa |
| Getto del peso | Ilona Slupianek                                                                     | 22,41 m   | Svetlana Kračevskaja                                                              | 21,42 m   | Margitta Pufe                                                                  | 21,20 m   | Classifica completa |
| Lancio del disco | Evelin Jahl                                                                         | 69,96 m   | Maria Vergova                                                                     | 67,90 m   | Tat'jana Lesovaja                                                              | 67,40 m   | Classifica completa |
| Lancio del giavellotto | María Caridad Colón                                                                 | 68,40 m   | Saida Gunba                                                                       | 67,76 m   | Ute Hommola                                                                    | 66,65 m   | Classifica completa |
| Pentathlon | Nadežda Tkačenko                                                                    | 5.083 p.  | Ol'ga Rukavišnikova                                                               | 4.937 p.  | Ol'ga Kuragina                                                                 | 4.875 p.  | Classifica completa |
| Staffetta 4×100 m | Germania Est Romy Müller Bärbel Wöckel Ingrid Auerswald Marlies Göhr                | 41"60     | Unione Sovietica Vera Komisova Ljudmila Maslakova Vera Anisimova Natal'ja Bochina | 42"10     | Regno Unito Heather Hunte Kathy Smallwood-Cook Beverley Goddard Sonia Lannaman | 42"43     | Classifica completa |
| Staffetta 4×400 m | Unione Sovietica Tat'jana Proročenko Tat'jana Gojščik Nina Zjus'kova Irina Nazarova | 3'20"12   | Germania Est Barbara Krug Gabriele Löwe Christina Lathan Marita Koch              | 3'20"35   | Regno Unito Linsey MacDonald Michelle Probert Joslyn Hoyte-Smith Donna Hartley | 3'27"5    | Classifica completa |
| record mondiale; record olimpico; record mondiale stagionale; record africano; record asiatico; record europeo; record nord-centroamericano e caraibico; record sudamericano; record oceaniano; record nazionale; record personale; record personale stagionale. |                                                                                     |           |                                                                                   |           |                                                                                |           |                     |

Statistiche
Delle undici vincitrici di gare individuali di Montréal (Tatiana Kazankina trionfò su 800 e 1500 metri), solo due hanno lasciato l'attività agonistica. Però la Kazankina si ripresenta solo sui 1500 metri, Sigrun Siegl (Pentathlon) passa al Salto in Lungo e Angela Voigt (Lungo) non è stata selezionata. Si presentano quindi a Mosca per difendere il titolo sette atlete. Di esse si riconfermano la Kazankina (1500 m), Bärbel Wöckel (200 m) ed Evelin Jahl (Lancio del disco).
Sono cinque le primatiste mondiali che vincono la loro gara a Mosca, nelle seguenti specialità: 400 metri, 800 metri, 1500 metri, Salto in alto e Getto del peso.
Tra tutte le primatiste mondiali solo Tatiana Kazankina è anche campionessa olimpica in carica (sui 1500 m). L'atleta sovietica vince per la seconda volta il titolo.